# Photo Booth
Photo Booth è un'applicazione sviluppata dalla Apple Inc. per i sistemi operativi macOS e iOS (solo sull'iPad 2 e iPad mini o successivi). Viene utilizzata per scattare foto con la webcam del Mac o con la fotocamera interna dell'iPad. È stata pubblicata nell'ottobre del 2005 solo per i Mac con una fotocamera iSight e con Mac OS X Tiger. Fornisce 32 effetti da applicare alle foto, più altri 8 personalizzabili. Per garantire l'illuminazione necessaria alla foto, lo schermo del computer e del tablet diventa bianco, come un flash.
Con l'arrivo del nuovo sistema operativo OS X Lion a fine luglio, Photo Booth si è aggiornato alla versione 4.0 con nuovi effetti.

## Caratteristiche
Appena avviata l'applicazione viene mostrato l'output della videocamera. In basso sono presenti gli ultimi video o foto scattate, il bottone per scattare la foto o girare il video, un bottone per scegliere gli effetti e altri 3 bottoni per scegliere la modalità di scatto: foto, video o collage.
Per simulare il flash viene utilizzato lo schermo.

### Effetti
Photo Booth dispone di 3 set di effetti che possono essere applicati quando si scatta una foto o si gira un video.
Il secondo set di effetti è stato descritto dal CEO della Apple Inc., Steve Jobs, come un insieme di "Teenage Effects" e manipolano la dimensione dell'immagine piuttosto che filtrarla.